# Mohamed Harouna
Sneïdry, właśc. Mohamed Salem Ould Harouna (ur. 1950 w Atarze) – mauretański piłkarz i trener piłkarski.

## Kariera sportowa
Prowadził bogatą karierę sportową. Sneïdry był mistrzem uniwersytetu w 1975 roku w Algierii (w biegu na 100 m i skok w dal). W 1977 roku w składzie CREPS Reims został mistrzem Uniwersytetu Francji w piłce nożnej. W 1978 roku występował w miejscowym klubie piłkarskim Chebab.

## Kariera trenerska
Po ukończeniu studiów podyplomowych w Algierii i CREPS Reims, pracował jako profesor w Narodowym Centrum Kształcenia Kadry Młodzieżowej i Sportowej (CNFCJS) w Nouakchott. Od 1982 do 1983 roku prowadził narodową reprezentację Mauretanii. Od 1984 do 1988 roku awansował na dyrektora studiów w CNFCJS. Od 1988 do 1990 roku pracował na stanowisku dyrektora kultury fizycznej i sportu.
Do 1988 roku trenował Wharf i ACS Ksar, zdobył z nimi kilka mistrzostw i krajowych pucharów. Trenował kilkakrotnie ACS Ksar i zespół reprezentujący Air Mauritania od 1999 do 2007.
W czerwcu 2008 ponownie został mianowany na głównego trenera reprezentacji Mauretanii, z którą pracował do października 2008. W 2014 opuścił stanowisko głównego trenera AS Garde Nationale.